# Promedio Compuesto Dow Jones
El Promedio Compuesto Dow Jones también conocido como Dow Jones Composite Average (DJCA) es un índice bursátil estadounidense que contiene 65 compañías de los índices:
30 compañías de Promedio Industrial Dow Jones, 20 de Promedio de Transportes Dow Jones y las 15 del Promedio de Utilidades Dow Jones.
56 de los 65 componentes del promedio están en el New York Stock Exchange, con los otros 9 que están en el NASDAQ.